# Mauricio Islas
Mauricio Islas (n. 1973) este un actor de origine mexicană.

## Telenovele
- 2010 — La loba — Emiliano
- 2009 — El cártel — Santos
- 2007 — Pecados ajenos — Adrián Torres
- 2006 — Amores de mercado — Antonio Álamo
- 2005 — Decisiones — Fabricio Salas
- 2005 — Los Plateados — Gabriel Campuzano
- 2004 — Prisionera — Daniel Moncada
- 2003 — Amor real — Adolfo Solís
- 2002 — Punto y aparte — Sergio
- 2001 — El manantial — Alejandro Ramírez Insunza
- 2000 — Primer amor... a 1000 x hora — Demian Ventura
- 2000 — Mi destino eres tú — Ramiro Galindo Suárez
- 1999 — DKDA: Sueños de juventud — Mauricio
- 1999 — Amor Gitano — Renzo
- 1998 — Preciosa — Luis Fernando
- 1997 — Mi pequeña traviesa — Juan Felipe
- 1997 — Mi querida Isabel — Marcos
- 1996 — Canción de amor — Edgar
- 1995 — Pobre niña rica — David
- 1994 — Volver a empezar — Freddy Landeros
- 1992 — Mágica juventud — Alfredo
- 1992 — Carrusel de las Américas